# Lasiognathus
Lasiognathus (Regan, 1925) è un genere di pesci ossei della famiglia Thaumatichthyidae.

## Tassonomia
Comprende le seguenti specie:
- Lasiognathus amphirhamphus Pietsch, 2005
- Lasiognathus beebei Regan & Trewavas, 1932
- Lasiognathus dinema Pietsch & Sutton, 2015
- Lasiognathus intermedius Bertelsen & Pietsch, 1996
- Lasiognathus saccostoma Regan, 1925
- Lasiognathus waltoni Nolan & Rosenblatt, 1975